# Liste von ProSieben-Sendungen

Das Senderlogo von ProSieben

Die Liste von ProSieben-Sendungen enthält eine bisher noch unvollständige Aufzählung aller Sendungen und Serien, die auf ProSieben bzw. dem Regionalprogramm ProSieben Austria ausgestrahlt werden bzw. wurden. Schweizer Sendungen werden im Artikel ProSieben Schweiz aufgelistet.

## Aktuelles Programm

### Nachrichten
- :newstime (seit 2023), Nachfolge von Newstime (1989–2023)
- AustriaNews (auf ProSieben Austria, seit 2004)

### Reportagen
- Uncovered (seit 2016)
- Jenke. (seit 2020)
- Jenke. Crime. (seit 2021)
- Jenke. Report. (seit 2023)
- Mission Erde mit Robert Marc Lehmann (seit 2024)
- ProSieben THEMA (seit 2021)

### Magazine
- Café Puls, Frühstücksfernsehen (auf ProSieben Austria, seit 2005)
- Galileo, Moderation: Aiman Abdallah (seit 1998) und Stefan Gödde (seit 2009)
- Galileo Big Pictures
- Galileo Spezial, Moderation: Daniel Aminati (2006–2009) Stefan Gödde (seit 2009)
- Galileo Wissensreise, seit 2011 (samstags), Moderation: Stefan Gödde
- PINK! – Österreichs Starmagazin, Moderation: Doris Golpashin oder Sabine Mord (seit 2009, an Wochenenden nach den AustriaNews)
- taff, Boulevardmagazin (seit 1995)

### Sport
- Die Promi-Darts-WM (seit 2017)
- World Series of Darts – German Masters (seit 2019)

### Specials
- Oscarverleihung [Jahreszahl] (die Oscarverleihung des jeweiligen Jahres)
- WE LOVE in Concert, Konzertmitschnitte

### Shows
- Fake News - Alles erstunken und erlogen (seit 2024)
- Bratwurst & Baklava – Die Show (seit 2024)
- Darüber… die Welt (seit 2020)
- Der Heiratsmarkt (seit 2023)
- Die Quatsch Comedy Show (seit 2024)
- Germany’s Next Topmodel (seit 2006)
- Joko gegen Klaas – Das Duell um die Welt (seit 2012)
- Joko & Klaas gegen ProSieben (seit 2019)
- The Masked Singer (seit Juni 2019)
- rent a Comedian (seit 2024)
- Schlag den Besten (seit August 2019)
- Schlag den Star (seit März 2009)
- The Voice of Germany, Castingshow mit Thore Schölermann (1. Staffel: Stefan Gödde) (Kooperation mit Sat.1, seit 2011)[1]
- TV total (1999–2015, seit 2021)
- TV total Autoball (2008–2014, seit 2022)
- Das große TV total Turmspringen (2004–2015, seit 2024)
- Die TV total Wok-WM (2003–2015, seit 2022)
- Wer isses? (seit 2024)
- Wer sieht das denn?! (seit 2020)
- Wer stiehlt mir die Show? (seit 2021)

### Reality
- Beauty & The Nerd (seit 2013)
- Die Alm (2004, 2011, 2021)
- Das große Promi-Büßen (seit 2022)
- Good Luck Guys (seit 2023)
- Horror Tattoos - Deutschland, wir retten Deine Haut (2015–2018 – Wiederholungen)
- Bei Gina-Lisa läuten die Hochzeitsglocken (2024)
- Forsthaus Rampensau Germany (2024)

### Fernsehserien
- 2 Broke Girls, US-Comedyserie (2012–2017)
- 9-1-1 L.A, US-Crimeserie (seit 2018)
- Based on a True Story, US-Comedyserie (seit 2024)
- B Positive, US-Sitcom (seit 2023)
- Brooklyn Nine-Nine, US-Comedyserie (2013–2021)
- Call Me Kat, US-Sitcom (seit 2024)
- Code Black, US-Medicaldrama (ab 2016)
- Die Goldbergs, US-Comedyserie (seit 2023)
- Family Guy, US-Zeichentrickserie (seit 2002)
- Fresh Off the Boat, US-Comedyserie (2015–2020)
- Futurama, US-Zeichentrickserie (2000–2014 – Wiederholungen)
- Grey’s Anatomy, US-Krankenhausserie (seit 2006)
- House of the Dragon (2024)
- How I Met Your Mother, US-Comedyserie (2008–2014)
- How I Met Your Father, US-Comedyserie (2023–2024)
- Last Man Standing, US-Comedyserie (2017–2023)
- Malcolm mittendrin, US-Comedyserie (seit 2001 – Wiederholungen)
- Mike & Molly, US-Sitcom (seit 2013)
- The Mick, US-Sitcom (seit 2017)
- Modern Family (seit 2012)
- Mom, US-Sitcom (seit 2014)
- Quantum Leap – Zurück in die Vergangenheit (seit 2024)
- Scrubs – Die Anfänger, US-Comedyserie (seit 2003 – Wiederholungen)
- Die Simpsons, US-Zeichentrickserie (seit 1994)
- Superior Donuts, US-Sitcom (2018–2019 – Wiederholungen)
- Supergirl, US-Superheldenserie (ab 2016)
- The Big Bang Theory, US-Comedyserie (2007–2019)
- The Great Indoors, US-Sitcom (2018–2021 – Wiederholungen)
- The Flash, US-Superheldenserie (seit 2015)
- The Last Man on Earth (seit 2020)
- The Middle, US-Comedyserie (seit 2016)
- The Orville, US-SciFi-Serie (seit 2018)
- Two and a Half Men, US-Comedyserie (2004–2015)
- Young Sheldon, US-Comedyserie (seit 2017)

### Spielfilme
Erfolgreiche Spielfilme werden bei ProSieben als so genannte Blockbuster – häufig in unvollständiger Version – ausgestrahlt, viele davon auch in Erstausstrahlung. Sonntags wird der Film um 20.15 Uhr unter dem Label „Mega-Blockbuster“ gezeigt.

## Ehemaliges Programm

### Nachrichten
- Tagesbild, Hauptnachrichtensendung (1991)
- ProSieben Nachrichten, Nachrichten (1989–2004)
- ProSieben Spätnachrichten (Spätausgabe der Newstime)

### Magazine
- Arabella sucht! (2000–2001)
- Avenzio – Schöner leben! (2003–2007)
- Big Countdown (2016–2017)
- BIZZ
- Cinema TV bzw. ab 2001 CinmaxX TV, Kinomagazin (1997–2003)
- CineTipp, Kinomagazin
- Die Reporter (1992–2000)
- Die Supergärtner (2004)
- Focus TV (1996–2009)
- Frank – Der Weddingplaner (2006–2008)
- Galileo Mystery, Moderation: Aiman Abdallah (2007–2009)
- GQ – Gentlemen's World (2005)
- Gülcan und Collien ziehen aufs Land (2008)
- History (1999–2000)
- Liebe Sünde (1994–2000)
- Max TV (1998–2001)
- Popstars – Das Magazin (2007)
- PROMPT! (2004–2005)
- ProSieben MorningShow (1999)
- Der Tag der Ehre – Entscheidung im Boxring (2004)
- Steven liebt Kino (2013–2015), Moderation: Steven Gätjen[2]
- Terraluna – Menschen, Storys, Abenteuer (2003–2004)
- The Swan – Endlich schön (2004)
- TNT (1998)
- Watch Me – Das Kinomagazin (2016–2023)
- We Are Family! So lebt Deutschland, Reality-Magazin (2005–2011; seit 2011 nur sixx)
- Wunderwelt Wissen (2005–2008) – vorher: Welt der Wunder (seit 2008 auf RTL II)
- Zervakis & Opdenhövel. Live., Infotainment (2021–2023)

### Sport
- ProSieben Fight Night, Boxkämpfe von Spotlight Boxing (2007–2009)
- ran Football (2017–2023)
- McFit Masters of Legends, Legendentennisturnier unter anderem mit Boris Becker und John McEnroe (19. Dezember 2007 bis 22. Dezember 2007)
- UEFA-Cup LIVE: Spiele des FC Bayern München im UEFA-Cup 2007/2008.

### Shows
- Absolut Schlegl (2002)
- Alle gegen Einen (2018, 2020)
- Balls – Für Geld mach ich alles (2020)
- Die Chart Show, Musiksendung (2004–2005)
- Clip Mix, Clipshow mit Sonya Kraus und Alexander Mazza (2002–2005)
- Circus HalliGalli (2013–2017)
- Crazy Planet (2012)
- Das große ProSieben Wohnzimmer-Festival, Musiksendung (2020)
- Deutschlands schrecklichste … (2009)
- Die Hausbau-Promis, Promi-Handwerkersendung mit Barbara Schöneberger (2004)
- Die nervigsten Dinge der 90er, Comedyrückblick (2004)
- Die 100 nervigsten… (2004–2007)
- Earth TV – Die Welt live
- Elton vs. Simon, Comedyshow (2004–2006; 2009: Wiederholungen; seit 2008: Elton vs. Simon Show; 2012 abschließende Live-Show)
- Emmeran, Kirchenkurzfilme (1993–1998)
- Etage 7, Live-Webshow (2013–2014)
- Eure letzte Chance, Pseudo-Ratgebershow (2005–2006)
- Extreme Activity (2006–2007; 2008: Wiederholungen)
- Fashion Hero (2013)
- Fashion & Fame – Design your dream! (2011)
- Free European Song Contest (2020–2021)
- Freunde – Das Leben beginnt (ab der zweiten Staffel: Freunde – Das Leben geht weiter (2003–2006))
- Funny Movie (2008; 2011)
- Gameshow Konferenz (2017)
- Gameshow-Marathon (2007)
- Hypno, Hypnoseshow mit Manfred Knoke (1995)
- Kalkofes Mattscheibe (2003–2005, 2008)
- Krügers Woche (2007)
- Kipp Roll Fall Spektakel – Die größte Kettenreaktion der Welt (2009)
- League of Balls (2010)
- Let’s talk about: Sex … and the City, Promi-Show (2004)
- Look of Love – Neuer Style für die Liebe, Moderation: Charlotte Engelhardt (2009)
- Mascerade – Deutschland verbiegt sich (2009)
- MyVideo Star (2009)
- Die ProSieben Fight Night (2007)
- ProSieben Reportage, Dokureihe
- ProSieben Night-Loft
- Die ProSieben Politik Show (2022)
- Die ProSieben Märchenstunde (2006–2012)
- SAM, Moderation: Silvia Laubenbacher (1995–2009)
- Shortlist, Werbemagazin (1992–1993)
- Die sieben Todsünden – Der Abgrund in uns, Dokureihe (2007)
- Soundtrack of my life, Musiknostalgieshow (2005)
- Speed – Time is Money, Quizshow (2001)
- Simply the Best (2008)
- Singing Bee – Die unfairste Musikshow der Welt (2008)
- S.O.S. – Home & Style (2003–2006)
- Stars auf Eis (2006–2008)
- superspots – die besten Clips im Umlauf, Moderation: Klaas Heufer-Umlauf (2009)
- talk talk talk (1999–2011)
- talk talk talk fun (2006–2011)
- Task Force Berlin (2013)
- The Big Surprise – Dein schönster Albtraum (2015)
- Tramitz & Friends mit Christian Tramitz (2004, 2005–2007)
- Trick 7, Mantelprogramm für die Zeichentrickschiene (1992–1998)
- TV total Boxen Extra (2001)
- TV total Deutscher Eisfußball-Pokal (2009–2015)
- TV total on Ice (2002)
- TV total Quizboxen (2012–2013)
- Die große TV total Prunksitzung (2013)
- Die große TV total Stock Car Crash Challenge (2006–2015)
- Der TV total Parallelslalom (2006–2015)
- Uri Geller Live: UFOs und Aliens (2008)
- Zacherl: Einfach Kochen mit Ralf Zacherl

#### Reality
- Die Burg (2005)
- Die Model-WG (2010–2011)
- Fort Boyard – Stars auf Schatzsuche (2000–2002)
- Get the F*ck out of my House (2018–2019)
- Giulia in Love?! (2009)
- Hire or Fire – Der beste Job der Welt (2004)
- Lebe Dein Leben! – Live-Coaching mit Detlef D! Soost, Realitysendung (2005–2006)
- Mission Germany (2002)
- Survivor – Überwinde. Überliste. Überlebe! (2007)
- Wild Island – Das pure Überleben (2015)
- Reality Queens auf Safari (2013)
- We Are Family! – Das Promi Spezial, Reality-Magazin (2007–abgesetzt)
- We Love Lloret (Juli–August 2012, 6 Folgen, beruht auf Jersey Shore)[3][4][5][6][7]
- We love Sölden (31. Januar bis 22. Februar 2013, 4 Folgen, Fortsetzung von We Love Lloret mit den gleichen Protagonisten)[8]

#### Castingshows
- Comeback – Die große Chance (2004)
- Das Ding des Jahres (2018–2020)
- FameMaker (2020)
- Got to Dance (Kooperation mit Sat.1, seit 2013 (alleinige Ausstrahlung 2015))
- Millionärswahl (2014)
- Popstars (2003–2012; zuvor und danach auf RTL II)
- Queen of Drags (2019)
- Unser Song für Deutschland (2011, in Kooperation mit der ARD)
- U20 – Deutschland deine Teenies (2008)
- Sommermädchen (2009)

#### Comedyshows
- Antisocial Network (2013)
- Axel! will’s wissen (2004–2006)
- Bullyparade (1997–2002)
- Bully & Rick (2004–2006)
- Comedy Factory (1996–1997)
- Comedystreet (2002)
- Comedystreet XXL (2002–2013)
- Comedy Zoo (2008)
- Die einzig wahren Hochzeitscrasher (2009, eingestellt)
- Die Ingo Appelt Show (2000)
- Die Sketch Show (2002–2003)
- Einstweilige Vergnügung (1990–1993)
- Elton reist (2011)
- elton.tv (2001–2003)
- Freispruch – Die Comedy-Jury (2004)
- Geht’s noch? (2003)
- Gott sei dank … dass Sie da sind! (2006–2007)
- Headnut.tv (2003–2004)
- In the Box (2013–2016) ; vorheriger Titel: Schulz in the Box
- keine ahnung? (2003–2005)
- Mein neuer Freund (2005)
- Prankenstein (2015–2016)
- Rent a Pocher (2003)
- Quatsch Comedy Club (1995–2008)
- Stromberg (2004–2012)
- Studio Amani (2016)
- Witzig ist witzig (2003–2009)
- 1:30 mit Teddy Teclebrhan (2019)

#### Spielshows
- 17 Meter (2011–2012)
- Beginner gegen Gewinner (2017–2018)
- Besserwisser – Die große Show des unnützen Wissens (2007)
- Clash! Boom! Bang! (2013)
- Crazy Competition (2010)
- Die beste Show der Welt (2016–2019)
- Die! Herz! Schlag! Show! (2020)
- Das Duell um die Geld (2013–2017)
- Das ProSieben Auswärtsspiel (2016)
- Das ProSieben Länderspiel: Team Deutschland vs. Team Weltauswahl (2016)
- Der Maulwurf – Die Abenteuershow (2000–2001)
- Desert Forges (2001–2002)
- Deutschland tanzt (2016)
- Die große ProSieben Völkerball Meisterschaft (2016–2017)
- Die Show mit dem Sortieren (2020)
- Die Stapelshow (2022)
- Elton zockt (2013)
- Lucky Stars - Alles auf die Fünf (2022)
- Mein bester Feind (2014–2016)
- Pokerface – nicht lachen! (2021)
- Renn zur Million … wenn Du kannst! (2019)
- Risky Quiz (2016)
- Schlag den Henssler (2017–2018)
- Schlag den Raab (2006–2015)
- Die Superduper Show (2024)
- Teamwork (2015–2018)
- TV total PokerStars.de Nacht (2007–2016); die Finalausgabe lief als Die große ProSieben PokerStars.de Nacht
- Wer ist das Phantom? (2021)
- Wer schläft, verliert! (2020)
- WipeOut – Heul nicht, lauf! (2009)
- Wir gegen die! Die Kebekus Geschwister Show (2023)

#### Datingshows
- Andreas Türck Lovestories (1999–2002)
- Catch the Millionaire (2013–2014)
- Dating Day (2003)
- Love is King (2022)
- Kiss Bang Love (2016–2017)
- Rosen vom Ex, Kuppelshow mit Alexander Mazza (1999–2002)
- Straßenflirt (1993–1994)

#### Talk- und Late-Night-Shows
- 2 gegen 2 (1993–1997)
- Absolute Mehrheit (2012–2013)
- Andreas Türck (1998–2002)
- Arabella (1994–2004)
- Arabella Night (1996–1997)
- Blondes Gift (2004–2005)
- Charlotte Roche trifft … (2003–2004)
- Die Ulla Kock am Brink Show (1998)
- Lindenau (1994)
- Mars oder Venus, Show mit Arabella Kiesbauer und Holger Speckhahn (2002)
- Nicole – Entscheidung am Nachmittag (1999–2001)
- River Café (1994)
- Talk X (1997)
- o2 Music Hall (2020)
- o2 Music Roadtrip (2021)

### (Pseudo-)Dokusoaps
- Das große Promi-Pilgern (2007)
- Das Model und der Freak (2007, 2011–2012)
- Das Geständnis – Heute sage ich alles!, Pseudopsychologieshow mit Alida Lauenstein (2004)
- Deine Chance! 3 Bewerber – 1 Job (2007)
- Der Salonretter – waschen, schneiden, föhnen (2010)[9]
- Die Abschlussklasse (2003–2006)
- Die Aufpasser (2003–2004)
- Die Casting-Agentur (2003–2004)
- Die Jugendberaterin, Pseudo-Beratungsshow (2002–2003)
- Die Selberbauer (2003)
- Die Streetworker (2003–2004)
- Die Teenie-Mama (2003)
- Dr. Verena Breitenbach (2002–2003)
- Entscheidung am Nachmittag (2010)
- Gülcans Traumhochzeit (2007)
- Lebe Deinen Traum! Jetzt wird alles anders (2007)
- Sarah & Marc in Love (2005)
- Sarah & Marc crazy in Love, Doku-Soap (2008)
- Urlaubstausch – Total verrückte Ferien (2004)
- Die Yottas! Mit Vollgas durch Amerika (2016)

### Fernsehserien

#### Eigenproduktionen
- 18 – Allein unter Mädchen, Comedyserie (2004)
- Alles außer Mord, Krimireihe (1994–1996)
- Alles außer Sex, Comedyserie (2005–2007)
- Bully macht Buddy (2013)
- Comedy Classics, Comedyserie
- Das Büro, Comedyserie (2003–2004)
- Check Check, Comedyserie (2019–2021)
- Delta Team – Auftrag geheim, Actionserie (1999–2001)
- Der Gletscherclan, Dramaserie (1994)
- Der kleine Mann, Comedyserie (2009)
- Dr. Psycho – Die Bösen, die Bullen, meine Frau und ich, Krimiserie (2007–2008)
- Frau Jordan stellt gleich, Comedyserie (2019–2022)
- Glückliche Reise, Familienserie (1992–1994) – erste eigenproduzierte Fernsehserie
- Immer im Einsatz – Die Notärztin (auch: Christiane B – Notärztin im Einsatz), Arztserie (1994)
- JETS – Leben am Limit, Actionserie (1999–2001)
- jerks., Comedyserie (2017–2023)
- Klinikum Berlin Mitte – Leben in Leidenschaft, Arztserie (2000–2001)
- Liebe ist Privatsache, Familienserie (1993–1994) – zweite eigenproduzierte Fernsehserie
- Lotta in Love, Telenovela (2006–2007)
- Mallorca – Suche nach dem Paradies, Soap-Opera (1999–2000)
- Old Ass Bastards (2012)
- Solitary (2010)
- Spoons (2008)
- Die Straßen von Berlin, Krimiserie (1995–2000)
- Verrückt nach Clara (2007)
- Die Viersteins, Comedyserie (1995–1997)
- Was nicht passt, wird passend gemacht!, Comedyserie (2003–2006)

#### Fremdproduktionen
- 24, US-Echtzeit-Actionserie (2008)
- 4400 – Die Rückkehrer, US-Mysteryserie (2006–2009)
- 90210, US-Dramaserie (2009)
- Die Abenteuer des Brisco County jr., Abenteuerserie (1994–1996)
- Ace Ventura, Zeichentrickserie
- Action, Comedyserie (2002)
- Agentur Maxwell, Dramaserie (1990–1994)
- Air Force, Actionserie (1989–1992)
- Akte X – Die unheimlichen Fälle des FBI, Mysteryserie (1994–2003)
- Akte X – Die unheimlichen Fälle des FBI (Fortsetzung), US-Science-Fiction-Serie (2016–2018)
- Alias – Die Agentin, US-Actionserie (2003–2008)
- Aliens in America, US-Comedyserie (2009)
- Alle hassen Chris, US-Comedyserie (2006–2010)
- Alle lieben Raymond, Comedyserie (1999–2002)
- Alle unter einem Dach, Comedyserie, (1995–2003)
- Allein gegen die Zukunft, Sci-Fi-Serie (1997)
- Alles total normal – Die Bilderbuchfamilie, Comedyserie (1992–1997)
- Amazonas – Gefangene des Dschungels, Abenteuerserie (2001–2002)
- American Campus – Reif für die Uni?, Comedyserie (2003, 2008–2009)
- American High – Hier steigt die Party!, Comedyserie (2004, 2008)
- Angel – Jäger der Finsternis, Fantasyserie (2001–2005)
- Animaniacs, Zeichentrickserie
- Apartment 23, US-Comedyserie (2013–2024, Wiederholungen)
- Are You There, Chelsea?, US-Comedyserie (2013–2017)
- Baby Bob, US-Comedyserie (2006, 2008)
- Babylon 5, Sci-Fi-Serie (1995–2001)
- Baldy Man, britische Comedyshow (1996–2002)
- Barney Miller (auch: Wir vom 12. Revier), Comedyserie (1990–1991)
- Beastmaster – Herr der Wildnis, Abenteuerserie (2003–2005)
- Die Bill-Cosby-Show, Comedyserie (1989–2001)
- Blade – Die Jagd geht weiter, US-Mysteryserie (2007)
- Die Bobobobs, Zeichentrickserie
- Body of Proof, US-Dramaserie (2011)
- Booker, US-Krimiserie (1993–1994)
- Breaking In, US-Comedyserie (2011–2012)
- Brothers & Sisters, US-Dramaserie (2007)
- Buffalo Bill, Comedyserie (1989–1991)
- Buffy – Im Bann der Dämonen, Fantasyserie (1998–2005)
- Der Bundesvision Song Contest (seit 2005)
- Bugs – Die Spezialisten, britische Krimiserie (1997–1999)
- Capitano Maffei – Kunstdiebstähle, italienische Krimiserie (1990)
- Caulfields Witwen – Ein Duo mit Charme, Krimiserie (1990–1991)
- The Champions, Englische Krimiserie (1991–1993)
- Charmed – Zauberhafte Hexen, US-Mysteryserie (1999–2010)
- Chaos hoch zehn, Comedyserie (1990–1991)
- Cheers, US-Comedyserie
- Chicago Hope – Endstation Hoffnung, Arztserie (1998)
- China Beach – Frauen am Rande der Hölle, Kriegsserie (1990)
- Chopper 1 … bitte melden, Krimiserie (1989)
- Chuck, US-Action/Comedyserie (2009)
- Der Club der nicht ganz Dichten US-Comedyserie (2009)
- Clueless – Die Chaos-Clique, Comedyserie (1998–2003)
- College-Fieber, Comedyserie (1994–1998)
- Community, US-Comedyserie (2012)
- Containment – Eine Stadt hofft auf Rettung, US-Dramaserie  (2016)
- Cosby & Kids, Comedyshow (2001)
- Coupling – Wer mit wem?, britische Comedyserie (2002–2003)
- Cow & Chicken, Zeichentrickserie
- Crime Traveller – Die Zeitspringer, Sci-Fi-Krimiserie (1997–1999)
- Crisis, US-Crimeserie (2016)
- Crossroads, Abenteuerserie (1994)
- Cybill, Comedyserie (1998–2002)
- Dark Skies – Tödliche Bedrohung, Sci-Fi-Serie (1997)
- Dawson’s Creek, Dramaserie (2001–2004)
- Desperate Housewives, US-Dramedy (2005–2012)
- Detektei mit Hexerei, Krimiserie (1991)
- Dexters Labor, Zeichentrickserie
- Dharma & Greg, US-Comedyserie (1999–2007)
- Diagnose: Mord, Krimiserie (1993–1998)
- Diamonds, kanadische Krimiserie (1989–1993)
- Dick ist trumpf, Comedyserie (1994)
- Do Over – Zurück in die 80er, Comedyserie (2005)
- Doogie Howser, M.D., Comedyserie (1991–1992)
- Doctor Who, UK-Sci-Fi-Serie (2008–??)
- Donkey Kongs Abenteuer, Zeichentrickserie
- Drei Engel für Charlie, Krimiserie (1995)
- Drei Bewerber – ein Job, Soapserie (2007–2009)
- E.A.R.T.H. Force – Das Eliteteam, Abenteuerserie (1995–1996)
- Echt super, Mr. Cooper, Comedyserie (1994–1997)
- Eddie Dodd – Anwalt aus Leidenschaft, Krimiserie (1992–1994)
- Ein Grieche erobert Chicago, Sitcom (1990–1994)
- Ein Heim für Aliens, Zeichentrickserie (1997–1999)
- Ein Löwe in Las Vegas, Zeichentrickserie (2007–2008)
- Ein Zwilling kommt selten allein, Comedyserie (2001–2004)
- Elf kleine Insulaner, Abenteuerserie (1989)
- Eli Stone, US-Dramedyserie (2008, seit 2010 auf sixx)
- Emergency Room – Die Notaufnahme, US-Arztserie (1995–2009)
- Empire, Historiendrama (2006)
- Empire, US-Musicaldrama (2015–2017)
- Endstation Gerechtigkeit, Krimiserie (1991–1992)
- Eureka – Die geheime Stadt, US-Mysteryserie (2008–2012)
- Falling Skies, Sci-Fi-Serie (2011)
- Familie Feuerstein, Zeichentrickserie
- Fäuste, Gangs und heiße Öfen, Actionserie (1990)
- FBI, Krimiserie (1989–1991)
- Ferris Bueller, Comedyserie (1994)
- Frank Buck – Abenteuer in Malaysia, Abenteuerserie (1993–1994)
- Freakazoid!, Zeichentrickserie
- Freddie, US-Comedyserie (2005)
- Friends, Comedyserie (2001–2005)
- Fringe – Grenzfälle des FBI, US-Mysteryserie (2009–2013)
- Future Fantastic, britische Dokureihe (1998)
- FlashForward, US-Mysteryserie (2010)
- Gänsehaut – Die Stunde der Geister, Gruselserie (1997–2003)
- Ganz große Klasse, Comedyserie (1991)
- Garfield und seine Freunde, Zeichentrickserie (1991–1996)
- Das Geheimnis der Delphine, Dramaserie (1990)
- Das Geheimnis der verborgenen Stadt, südafrikanische Abenteuerserie (1997–1998)
- Gejagt – Das zweite Gesicht, kanadische Abenteuerserie (1997–1998)
- Geschichten aus der Schattenwelt, Gruselserie (1989–1991)
- Good Wife, US-Dramaserie (2010)
- Gossip Girl, US-Dramaserie (2009–2010)
- Gotham, US-Superheldenserie (2015–2019)
- Grace, Comedyserie (1995–2001)
- Graf Duckula, Zeichentrickserie
- Greek, US-Dramaserie (2010)
- Grisu, der kleine Drache, Zeichentrickserie (1997–1998)
- Grown Ups – Endlich erwachsen?!, Comedyserie (2001)
- Hardcastle & McCormick, Krimiserie (1990–1994)
- Harper’s Island, US-Horror-Krimiserie (2009)
- Harry O, Krimiserie (1990–1991)
- Harrys wundersames Strafgericht, Comedyserie (1989–1992)
- Hart aber herzlich, Krimiserie (1990–1996)
- Hawaii Fünf-Null, Krimiserie (1989–1993)
- Hawthorne, US-Medical-Drama-Serie (2010)
- Heathcliff, Zeichentrickserie
- Herzbube mit zwei Damen, Comedyserie (1995)
- Herzschlag des Lebens, Arztserie (1990–1992)
- High Sierra Rettungsteam, Abenteuerserie (1996)
- High Tide – Ein cooles Team, Krimiserie (1996–1998)
- Higher Ground, Dramaserie (2005)
- Highwayman, Actionserie (1992–1996)
- Himmel über Afrika, Abenteuerserie (1994)
- Die himmlische Joan, Familienserie (2004–2005)
- Hitchhiker, Mysteryserie (1989–1992)
- Human Target, US-Actionserie (2010–2011)
- Imbiss mit Biss, Comedyserie (1990–1991)
- In geheimer Mission, Krimiserie (1995–1997)
- Inspektor Fowler – Härter als die Polizei erlaubt, britische Comedyserie mit Rowan Atkinson (1996–2001)
- Inspector Gadget, Zeichentrickserie
- Invasion, Mysteryserie (2006)
- Irgendwie L.A., Comedyserie (2001–2003)
- Jane und Kathleen – Schicksalswege zweier Freundinnen, australische Familienserie (1991–1992)
- Jackie Chan Adventures, Zeichentrickserie (2001–2003)
- Jake 2.0, US-Sci-Fi-Serie (2006)
- Jericho – Der Anschlag, US-Dramaserie (2007)
- Jesse, Comedyserie (2000–2002)
- Josh, Westernserie (1991–1992)
- Der Junge vom anderen Stern, Sci-Fi-Serie (1989–1991)
- Just Shoot Me – Redaktion durchgeknipst, Comedyserie (2001)
- Joey, US-Comedyserie (2008–2009)
- Keine Gnade für Dad, Comedyserie (2002–2007)
- Der kleine Maulwurf, Zeichentrickserie
- Kiwi – Abenteuer in Neuseeland, Abenteuerserie (1990)
- Klarer Fall für Claire, Krimiserie (1992)
- Die knallharten Fünf, Krimiserie (1992–1993)
- Die Knickerbockerbande, österreichische Jugendserie (1997–1998)
- Kobra, übernehmen Sie, Actionserie (1990–1992)
- Kommissar Navarro, französische Krimiserie (1992)
- Krieg der Welten, Sci-Fi-Serie (1992–1995)
- Kung Fu, Abenteuerserie (1993–1994)
- Kung Fu – Im Zeichen des Drachen, Abenteuerserie (1994–1997)
- Küss mich, Kleiner, Comedyserie (1994)
- Die Küste der Ganoven, Westernserie (1990–1991)
- Kyle XY, US-Mysteryserie (2007–2011)
- The L Word – Wenn Frauen Frauen lieben, US-Dramaserie (2006–2009)
- Largo Winch – Gefährliches Erbe, Actionserie (2001)
- Las Vegas (2006)
- Lassie, Abenteuerserie (1991–1994)
- League of Gentleman, britische Comedyserie (2002–2004)
- Lenny Henry in Pieces, britische Comedyserie (2002–2004)
- Liebe, Lüge, Leidenschaft, Soap-Opera (1989–1990)
- Lipstick Jungle, US-Serie (2009)
- Looney Tunes
- Lost, Abenteuer-/ Mysterieserie (Staffel 1–4; 2005–2009)
- Lucifer, US-Dramaserie (2016–2019)
- Madame’s, Puppen-Comedyserie (1990–1994)
- Maggie, Comedyserie (2001–2002)
- Der Magier, Zeichentrickserie
- Malibu Beach, Soap-Opera (1998)
- Der Mann in den Bergen, Abenteuerserie (1990, 1995–1996)
- Männerwirtschaft, Comedyserie (1989, 1994, 1998)
- Mannix, Krimiserie (1989–1991, 1995)
- M*A*S*H, Comedyserie (1990–1993)
- Matlock, Krimiserie (1992–1998)
- Medical Investigation, Arztserie (2006)
- Mein Freund Ben, Abenteuerserie (1990–1993)
- Mein lieber Biber, Comedyserie (1991)
- Meine Frau, ihr Vater und ich, Comedyserie (2004)
- Meine wilden Töchter, Comedyserie (2004–2006)
- Millennium – Fürchte deinen Nächsten wie Dich selbst, Mysteryserie (2000–2001)
- Mission Seaview (auch: Die Seaview – In geheimer Mission), Sci-Fi-Serie (1994–1997)
- Mondbasis Alpha 1, britische Science-Fiction-Serie
- Moonlight, US-Vampirserie (2008)
- Mork vom Ork, Comedyserie (1991, 1996–1997)
- Ein Mountie in Chicago (auch: Ausgerechnet Chicago), Krimiserie (1998–2001)
- Mr. Belvedere, Comedyserie (1992–1994)
- Mr. Smith – Eine affenstarke Karriere, Comedyserie (1989–1991)
- Murder One, Krimiserie (2000)
- Murphy Brown, Comedyserie (1990–1991)
- Der Nachtfalke, Krimiserie (1991–1997)
- Die nackte Pistole, Comedyserie (1994–1996)
- Nemesis – Der Angriff, US-Sci-Fi-Serie (2008) (Originaltitel: Threshold)
- New Girl, US-Comedyserie (2012–2015; danach auf sixx)
- The New Normal, US-Comedyserie (seit 2013)
- New York Cops – NYPD Blue, Krimiserie (1994–1999)
- New York Life – Endlich im Leben, Soap-Opera (2000–2001)
- Niagara und andere Fälle, kanadische Krimiserie (1998)
- Night Man, Fantasyserie (2001)
- Der Ninja-Meister, Actionserie (1992–1993)
- Nip/Tuck – Schönheit hat ihren Preis, US-Arztserie (2004–2007)
- Numbers – Die Logik des Verbrechens, US-Krimiserie (2005)
- O.C., California, US-Dramaserie (2005–2008)
- Office Girl, Comedyserie (2003–2004, 2008)
- Oh Baby, Comedyserie (2000–2001)
- Oggy und die Kakerlaken, Zeichentrickserie (1999–2000)
- Operation Maskerade, Krimiserie (1991–1992)
- One Tree Hill, US-Serie (2007–2008)
- Outer Limits – Die unbekannte Dimension, Mysteryserie (1997–2002)
- Pacific Blue – Die Strandpolizei, Krimiserie (1997–2001)
- Palm Beach-Duo, Krimiserie (1994–1998)
- Palmerstown – Eine kleine Stadt im Süden, Drama-Miniserie (1991)
- Parker Lewis – Der Coole von der Schule, Comedyserie (1993–1996)
- Pensacola – Flügel aus Stahl, Actionserie (1999)
- Perry Mason, Krimiserie (1990–1996)
- Petrocelli, Krimiserie (1989–1995)
- Peyton Place, Soap-Opera (1990–1991)
- Pig Sty – Mein wunderbarer Saustall, Comedyserie (1998)
- Pinky und der Brain, Zeichentrickserie
- Planet der Giganten, Sci-Fi-Serie (1992–1994)
- Pointman, Krimiserie (1996–1997)
- Police Academy, Comedyserie (1999)
- Der Polizeichef, Krimiserie (1994–1998)
- Practice – Die Anwälte, Krimiserie (2000)
- Primeval – Rückkehr der Urzeitmonster, UK-Mysteryserie (2007 – Wiederholungen)
- Private Practice, US-Krankenhausserie (seit 2011)
- Das Psycho-Dezernat, Krimiserie (1992–1993)
- Pushing Daisies, Drama (2008–2009)
- Quantico, US-Dramaserie (2016–2019)
- Rache nach Plan, Krimiserie (1999–2000)
- Raising Dad – Wer erzieht wen?, Comedyserie (2004–2005)
- Randall & Hopkirk – Detektei mit Geist, britische Krimiserie (1990)
- Raven, Actionserie (1993–1994)
- Raven – Die Unsterbliche, kanadische Fantasyserie (1999–2000)
- Rawley High – Das erste Semester, Comedyserie (2002)
- The Real Ghostbusters, Zeichentrickserie
- Reich des Friedens, Dramaserie (1991)
- Relic Hunter – Die Schatzjägerin, Mysteryserie (2000–2006)
- Remington Steele, Krimiserie (1993–1996)
- Renegade – Gnadenlose Jagd, Actionserie (1994–1998)
- Richmond Hill, australische Krimiserie (1990–1992)
- Rock ’n’ Roll Daddy, australische Comedyserie (1994–1995)
- Roseanne, Comedyserie (1990–2002)
- Rosarote Panther, Zeichentrickserie (1995–1997)
- Roswell, Mysteryserie (2001–2003)
- Rugrats, Zeichentrickserie
- Sabrina – Total Verhext!, US-Comedyserie (1997–2008)
- Die Schattenkrieger, Actionserie (1999–2002)
- Die Schlümpfe, Zeichentrickserie (1995–1999)
- Die Schöne und das Schlitzohr, Krimiserie (1994–1996)
- Eine schrecklich nette Familie, Comedyserie (1997–2003)
- Schwestern, Arztserie (1990–1991)
- Scooby & Scrappy Doo, Zeichentrickserie
- Seinfeld, Comedyserie (1998–2003)
- Der Sentinel – Im Auge des Jägers, Fantasyserie (1997–2000)
- Sergeant Preston, Abenteuerserie (1991–1992)
- Seven Days – Das Tor zur Zeit, Sci-Fi-Serie (2000–2002)
- Sex and the City, Comedyserie (2001–2006)
- Shane, Westernserie (1990)
- Sheriff Cade, Westernserie (1990–1991)
- The Shield – Gesetz der Gewalt, US-Krimiserie (2004)
- Shingalana, die kleine Löwin, Dokumentation (1996)
- Sieben allein zu Haus, Comedyserie (1996)
- Simon – Voll der Alltag, Comedyserie (1998)
- The Simple Life, Doku-Soap (2004–2005)
- Sindbads Abenteuer, Fantasyserie (1998–2002)
- Sirens, US-Comedyserie (2015–2016)
- Sister, Sister, Comedyserie (1996–1998)
- Smack the Pony, britische Comedyserie (2001–2005)
- Space 2063, Science-Fiction-Serie
- Space Rangers, Sci-Fi-Serie (1994–1998)
- Special Unit 2 – Die Monsterjäger, Mysteryserie (2003–2004)
- Spenser, Krimiserie
- Stargate - Kommando SG-1, US-Science-Fiction-Serie (seit 2013 – Wiederholungen)
- Starlets (auch: Grosse Pointe), Comedyserie (2002)
- Starsky & Hutch, Krimiserie (1989–1994)
- Strange Luck – Dem Zufall auf der Spur, Mysteryserie (1996–1997)
- Die Straßen von San Francisco, Krimiserie (1989–1995)
- Star Wars: The Clone Wars US-Science-Fictionserie (2008–2010)
- Suburgatory, US-Comedyserie (2012–2015)
- Summerland Beach, US-Familienserie (2006)
- Super Force, Sci-Fi-Serie (1992)
- Die Super-Mamis, Comedyserie (1996–2000)
- Superman – Die Abenteuer von Lois & Clark, Fantasyserie (1994–1999)
- Supernatural, US-Mysteryserie (seit 2007)
- Surface – Unheimliche Tiefe, US-Mysteryserie (2006)
- Sylvester und Tweety, Zeichentrickserie
- Taken, Mysteryserie (2005)
- Tausend Meilen Staub (auch: Cowboys), Westernserie (1991–1994)
- Ted, US-Comedyserie (2024)
- Teenage Werewolf, kanadische Mysteryserie (2005)
- Tennisschläger und Kanonen, Krimiserie (1991–1998)
- Terra Nova, US-Science-Fiction-Serie (2012)
- Terminator: The Sarah Connor Chronicles, US-Dramaserie (2009)
- The Odd Couple, US-Comedyserie (2016–2018)
- The Royals, US-Dramaserie (2015)
- The Strain, US-Horrorserie (2015)
- The 100, US-Dramaserie (2015–2016)
- Tierisch viel Familie, Comedyserie (1997)
- Tiny Toon Abenteuer, Zeichentrickserie
- T. J. Hooker, Krimiserie (1992–1994)
- Tom & Jerry Kids, Zeichentrickserie
- Totally Spies, Zeichentrickserie (2002–2004)
- Trigger Happy TV, britische Comedyshow (2001–2003)
- Trio mit vier Fäusten, Krimiserie (1991–1996)
- Touch, US-Mysteryserie (seit 2012)
- TV 101, Jugendserie (1989–1990)
- Die Unbestechlichen (auch: Chicago 1930), Krimiserie (1989)
- Die Unfassbaren (auch: John Woo’s Die Unfassbaren), kanadische Actionserie (1998)
- The next Uri Geller – Unglaubliche Phänomene Live (2008–2009)
- UFO, britische Science-Fiction-Serie
- Under the Dome, US-Mysteryserie (2013–2015)
- Unser lautes Heim, Comedyserie (1993–1996)
- Unsere kleine Farm, Westernserie (1994–1997)
- Unter Verdacht, Krimiserie (1996–1997)
- Unterwegs mit Malcolm Douglas, australische Dokumentationsreihe (1994)
- Unwahrscheinliche Geschichten, Mysteryserie (1991–1992)
- V – Die Besucher, US-Science-Fictionserie (2011)
- Vampire Diaries, US-Mysteryserie (seit 2012 – Wiederholungen)
- Vegas, Krimiserie (1989–1994)
- Die verlorene Welt, australische Abenteuerserie (1999–2003)
- Verschollen zwischen fremden Welten, Sci-Fi-Serie (1993)
- Vicky, Comedyserie (1990–1993)
- Vier für Hawaii, Comedyserie (1995)
- Viper, Actionserie (1995–2002)
- The Visitor – Die Flucht aus dem All, Sci-Fi-Serie (1999–2000)
- Wallace & Gromit, Stop-Motion  (1996–2000)
- Die Waltons, Dramaserie (1994–1995)
- Weeds – Kleine Deals unter Nachbarn, US-Comedyserie (2007)
- Die Welt und Andy Richter, US-Comedyserie (2007, 2009)
- What’s Up, Dad?, US-Comedyserie (2003–2009)
- Wer ist hier der Boss?, US-Comedyserie
- Will & Grace, US-Comedyserie (2001–2006)
- Wilfred, US-Comedyserie (2013–2014)
- Wings – Die Überflieger, Comedyserie (1994)
- Without a Trace – Spurlos verschwunden, Krimiserie (2003)
- Zoo, US-Dramaserie (2016–2018)
- Zwei Singles im Doppelbett, Comedyserie (1998–1999)
- Zwischen Sonne und Pazifik, australische Abenteuerserie (1990–1991)
- Zwischen Tür und Angel, Comedyserie (1998)

### Made by ProSieben
Seit 1999 wurden für die Reihe made by ProSieben folgende Filme produziert, die jeweils donnerstags um 20:15 Uhr ausgestrahlt werden:
| Titel                                                             | Genre                  | Erstausstrahlung                     |
| ----------------------------------------------------------------- | ---------------------- | ------------------------------------ |
| Götterdämmerung – Morgen stirbt Berlin                            | Thriller               | 15. Januar 1999                      |
| Die Handschrift des Mörders                                       | Thriller               | 9. April 1999                        |
| Die Todesfahrt der MS SeaStar                                     | Thriller               | 19. November 1999                    |
| Feindliche Übernahme – althan.com                                 | Thriller               | 1. Februar 2001                      |
| Verliebte Jungs                                                   | Komödie                | 10. Mai 2001                         |
| Eine Hochzeit und (k)ein Todesfall auch: Meine Hochzeit ohne mich | Komödie                | 4. Oktober 2001                      |
| Ratten – sie werden Dich kriegen!                                 | Thriller               | 18. Oktober 2001                     |
| Das Staatsgeheimnis                                               | Thriller               | 25. Oktober 2001                     |
| Ein Vater zu Weihnachten                                          | Komödie                | 6. Dezember 2001                     |
| Die Nacht, in der ganz ehrlich überhaupt niemand Sex hatte        | Komödie                | 21. März 2002                        |
| Das beste Stück                                                   | Komödie                | 17. Oktober 2002                     |
| Voll korrekte Jungs                                               | Komödie                | 2002                                 |
| Wen küsst die Braut?                                              | Komödie, Liebesfilm    | 12. September 2002                   |
| Das Jesus Video (Zweiteiler)                                      | Thriller               | 5. Dezember 2002                     |
| Santa Claudia                                                     | Komödie, Liebesfilm    | 12. Dezember 2002                    |
| Seventeen – Mädchen sind die besseren Jungs                       | Komödie                | 6. Februar 2003                      |
| Beach Boys – Rette sich wer kann                                  | Komödie                | 13. März 2003                        |
| Eiskalte Freunde                                                  | Thriller, Kriminalfilm | 27. März 2003                        |
| Geheimnisvolle Freundinnen                                        | Thriller               | 12. Juni 2003                        |
| Mädchen Nr. 1                                                     | Komödie, Liebesfilm    | 18. September 2003                   |
| Küssen verboten, Baggern erlaubt                                  | Komödie                | 25. September 2003                   |
| Schwer verknallt                                                  | Komödie                | 16. Oktober 2003                     |
| Mein erster Freund, Mutter und ich                                | Komödie, Liebesfilm    | 23. Oktober 2003                     |
| Das Experiment (Kinopremiere: 8. März 2001)                       | Thriller               | 30. Oktober 2003                     |
| Sex Up – Jungs haben’s auch nicht leicht                          | Komödie                | 13. November 2003                    |
| Wie man seinen Ex verlässt                                        | Komödie                | 18. Dezember 2003                    |
| Italiener und andere Süßigkeiten                                  | Komödie, Liebesfilm    | 22. Januar 2004                      |
| Experiment Bootcamp                                               | Drama                  | 19. Februar 2004                     |
| Das allerbeste Stück                                              | Komödie                | 18. März 2004                        |
| Endlich Sex!                                                      | Komödie                | 25. März 2004                        |
| Mörderische Elite                                                 | Thriller               | 29. Juli 2004                        |
| Bei hübschen Frauen sind alle Tricks erlaubt                      | Komödie, Liebesfilm    | 9. September 2004                    |
| Eine unter Tausend                                                | Liebesfilm             | 16. September 2004                   |
| Prinzessin macht blau                                             | Komödie                | 23. September 2004                   |
| Ratten 2 – Sie kommen wieder!                                     | Thriller               | 7. Oktober 2004                      |
| Klassenfahrt – Geknutscht wird immer                              | Komödie                | 28. Oktober 2004                     |
| Sex & mehr                                                        | Liebesfilm             | 4. November 2004                     |
| Problemzone Schwiegereltern                                       | Komödie                | 11. November 2004                    |
| Das Blut der Templer (Zweiteiler)                                 | Abenteuer              | 9./10. Dezember 2004                 |
| Scharf wie Chili                                                  | Komödie                | 24. Februar 2005                     |
| Mädchen über Bord                                                 | Liebesfilm             | 3. März 2005                         |
| Popp Dich schlank!                                                | Komödie                | 17. März 2005                        |
| Sex Up – Ich könnt’ schon wieder                                  | Komödie                | 24. März 2005                        |
| Stürmisch verliebt                                                | Komödie                | 21. April 2005                       |
| Plötzlich berühmt                                                 | Komödie                | 19. Mai 2005                         |
| Tote Hose – Kann nicht, gibt’s nicht                              | Komödie, Liebesfilm    | 15. September 2005                   |
| Tsunami                                                           | Thriller               | 29. September 2005                   |
| Mein Vater, seine Neue und ich                                    | Komödie                | 3. Oktober 2005                      |
| Vollgas – Gebremst wird später                                    | Komödie                | 13. Oktober 2005                     |
| Der Mann, den Frauen wollen                                       | Komödie, Liebesfilm    | 20. Oktober 2005                     |
| Crazy Partners                                                    | Kriminalfilm, Komödie  | 27. Oktober 2005                     |
| Vorsicht Schwiegermutter!                                         | Komödie                | 10. November 2005                    |
| Macho im Schleudergang                                            | Komödie                | 17. November 2005                    |
| Zivile Jungs                                                      | Komödie                | war geplant für den 1. Dezember 2005 |
| Andersrum                                                         | Komödie                | 27. Dezember 2005                    |
| Schüleraustausch – Die Französinnen kommen                        | Komödie                | 23. Februar 2006                     |
| Geile Zeiten                                                      | Komödie                | 2. März 2006                         |
| Zwei zum Fressen gern                                             | Komödie                | 23. März 2006                        |
| Meine verrückte türkische Hochzeit                                | Komödie                | 30. März 2006                        |
| Die Pathologin – Im Namen der Toten                               | Thriller               | 13. Juli 2006                        |
| Tornado – Der Zorn des Himmels                                    | Drama                  | 4. September 2006                    |
| Verschleppt – Kein Weg zurück (Zweiteiler)                        | Drama                  | 3./4. Januar 2007                    |
| 29 … und noch Jungfrau                                            | Komödie                | 15. Februar 2007                     |
| War ich gut?                                                      | Komödie                | 22. Februar 2007                     |
| Das Inferno – Flammen über Berlin                                 | Drama                  | 21. Mai 2007                         |
| Willkommen im Krieg                                               | Komödie                | 9. April 2012                        |
| Kreutzer kommt… ins Krankenhaus                                   | Krimi                  | 20. Oktober 2012                     |

Außerdem wurden Eigenproduktionen aus den Vorjahren ausgestrahlt wie zum Beispiel:
- Gnadenlos – Zur Prostitution gezwungen Thriller EA: 1996, Wiederholt am Do. 4. Juli 2002 um 20:15 Uhr.[11]
- Gnadenlos 2 – Ausgeliefert und missbraucht Thriller EA: 19. März 1999, 20.15 Uhr (Pro Sieben)[12]